# Pehmoaino
Pehmoaino, pseudonimo di Aino Asta Marjatta Morko (Oulu, 1º luglio 2001), è una cantautrice finlandese.

## Biografia
Morko ha mosso i primi passi nel mondo dello spettacolo partecipando alla seconda edizione nazionale del talent The Voice Kids, dove è entrata a far parte della squadra di Krista Siegfrids ed è stata incoronata vincitrice del programma.
Nella seconda metà del 2020 è apparsa nella serie TV Kaikki synnit, per poi dare al via alla propria carriera musicale vera e propria a partire dall'estate successiva, firmando un contratto con la divisione finlandese della Sony. Nel marzo 2022 è stato pubblicato il suo EP d'esordio Kaukana kotoa, fermatosi in cima alla Suomen virallinen lista e rimasto in top 50 per oltre 15 mesi; il progetto contiene la traccia di successo Haluun takas mun perhoset, che ha guidato la hit parade finlandese per tre settimane. Lo stesso l'ha resa l'artista più candidata (5) agli Emma gaala, facendole guadagnare il riconoscimento all'esordiente dell'anno e quello all'alternative dell'anno.
Nel settembre 2022 è uscito Ikuinen virta, il suo secondo ingresso nella top 20 nazionale. Nei primi mesi dell'anno seguente è stata impegnata con una tournée assieme a Lauri Haav, Isaac Sene e Knife Girl.
Gli estratti Mietin sua pahalla, Valssi, Sä et kosketa mua e Maasta taivaaseen (2023) hanno anticipato l'uscita del primo album in studio Soittorasia, presentato nel gennaio 2024. Il disco, contenente Päivänvaloo (un duetto con Lauri Haav arrivato in top five), ha trascorso sei settimane non consecutive al vertice della graduatoria nazionale, ha completato un anno all'interno della top 10 ed è stato certificato doppio platino dalla Musiikkituottajat per le 40 000 unità equivalenti accumulate fino al mese di dicembre. È stato inoltre il 5º LP più consumato durante l'anno secondo il ramo finlandese dell'International Federation of the Phonographic Industry.
Pehmoaino è stata candidata in quattro categorie agli annuali Emma gaala, tra cui quella all'artista dell'anno e quella all'album dell'anno; alla cerimonia, si è portata a casa l'ultimo premio e quello all'alternative dell'anno.

## Discografia

### Album in studio
- 2024 – Soittorasia

### EP
- 2022 – Kaukana kotoa
- 2024 – Sätkynukkekoti

### Singoli
- 2014 – Päästä mut irti (come Aino)
- 2021 – Sekaisin
- 2021 – Rakasta mua
- 2022 – Kevät 22
- 2022 – Ikuinen virta
- 2023 – Sisko älä pelkää
- 2023 – Mietin sua pahalla
- 2023 – Valssi
- 2023 – Sä et kosketa mua
- 2023 – Maasta taivaaseen
- 2025 – Haluamanilainen, mietin sua pahalla (con i Mokoma)

## Filmografia
- Kaikki synnit – serie TV, 4 episodi (2020) – Jenni Vanhatalo